# Coureur (film)
Pour les articles homonymes, voir Coureur (homonymie).
Pour plus de détails, voir Fiche technique et Distribution.
Coureur (titre original : Speedway) est un film américain réalisé par Harry Beaumont et sorti en 1929.
C'est le dernier film muet du réalisateur.

## Synopsis
Avant la course des 500 miles d'Indianapolis, un pilote se dispute avec son père adoptif, qui doit lui aussi prendre le départ.

## Fiche technique
- Titre original : Speedway
- Réalisation : Harry Beaumont
- Production : Metro-Goldwyn-Mayer
- Lieu de tournage : Indianapolis
- Photographie : Henry Sharp
- Montage : George Hively
- Durée : 76 minutes
- Dates de sortie :
  - États-Unis : 7 septembre 1929
  - France :24 avril 1931

## Distribution
- William Haines : Bill Whipple
- Anita Page : Patricia Bonner
- Ernest Torrence : Jim MacDonald
- Karl Dane : Dugan
- John Miljan : Lee Renny
- Eugenie Besserer : Mrs. MacDonald
- Polly Moran